# 罪ぢゃないわよ
『罪ぢゃないわよ』（つみじゃないわよ、原題・英語: Belle of the Nineties）は、1934年に製作・公開されたアメリカ合衆国の映画である。メイ・ウエストが原案・脚本・主演の三役をつとめ、レオ・マッケリーが監督した。

## キャスト
- ルビー・カーター：メイ・ウエスト
- タイガー・キッド：ロジャー・プライアー（英語版）
- ブルックス・クレイボーン：ジョニー・マック・ブラウン（英語版）
- モリー・ブラント：キャサリン・デミル（英語版）
- デューク・エリントン

## スタッフ
- 監督：レオ・マッケリー
- 製作：ウィリアム・ルバロン
- 撮影：カール・ストラス
- 編集：ルロイ・ストーン
- 衣裳：トラヴィス・バントン（英語版）

## 注
1. ↑  『20世紀アメリカ映画事典』（カタログハウス、2002年）
2. ↑  Box office/business for Belle of the Nineties